# داسو میراژ ۴۰۰۰
هواپیمای پیش‌نمونه داسو میراژ ۴۰۰۰ یکی از تولیدات گروه هوانوردی داسو می‌باشد.

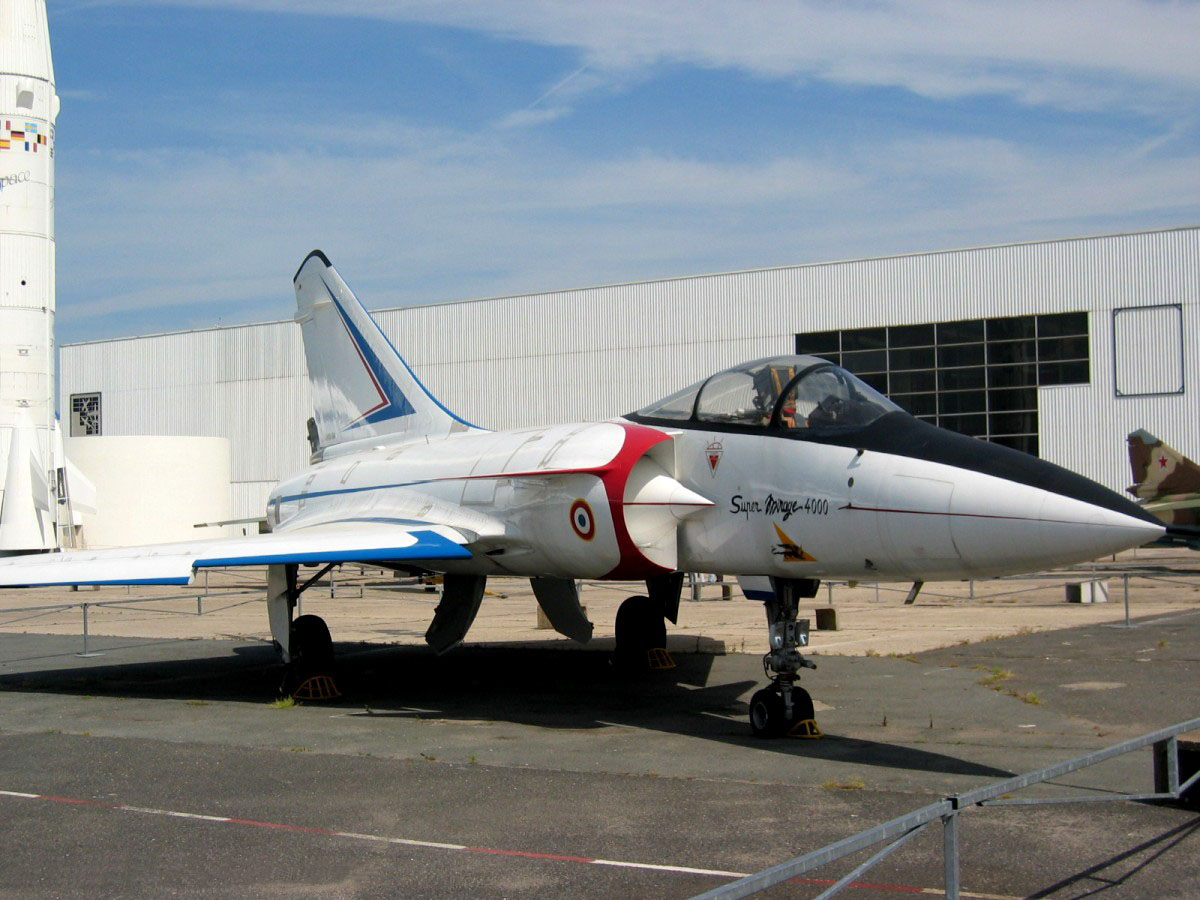
پروتوتایپ میراژ ۴۰۰۰ در موزه هوایی برگه

## معرفی
در سپتامبر ۱۹۷۵، اعلام شد که گروه هوانوردی داسو با هزینهٔ خودش گونه‌ای از داسو میراژ-۲۰۰۰ را توسعه می‌دهد که ۱/۳ بزرگ‌تر شده‌است و یک جفت پیشران توربوفن دارد. نام این گونه در اصل سوپر میراژ دلتا Super Mirage Delta بود و بعداً نام سوپر میراژ ۴۰۰۰ را به خود گرفت و کلمهٔ Super بعدها از این نام حذف شد. اولین پیش نمونهٔ آن در دسامبر ۱۹۷۷ رونمایی شد. این پیش نمونه نخستین پروازش را در مارس ۱۹۷۹ در شهر ایستر فرانسه به خلبانی ژان-ماری ساژه انجام داد و به سرعت ۱٫۲ ماخ دست یافت و در پرواز دوم به سرعت ۱٫۶ ماخ رسید. این هواپیما در پرواز ششم سرعت ۲٫۰۶ ماخ را تجربه کرد و طی یک تحلیل چرخش، در زوایای حملهٔ مختلف تا زیر ۲۵ درجه پرواز کرد. میراژ ۴۰۰۰ در ماه ژوئن همان سال در نمایشگاه هوایی پاریس عملکرد خود را به نمایش گذاشت. در پایان سال ۱۹۸۰، این هواپیما ۱۰۰ ساعت پرواز آزمایشی داشت. در سال ۱۹۸۱ پیشران‌های قبلی که از نوع -P2 بودند با پیشران‌های M53-5 جایگزین شد. در سال ۱۹۸۲ این هواپیما در نقش‌های رهگیر و تهاجمی در Farnborough به پرواز درآمد. در طراحی آیرودینامیک میراژ ۴۰۰۰ از سامانه‌ها و برنامه‌های کامپیوتری استفاده شد. این هوارو به گونه‌ای طراحی شد تا برای حفظ مسیر در راستای فرودگاه پیش رو آسان باشد. ارابه فرود سه چرخه و چرخ پوزه از نوع دوقلو بود. روپوش اتاقک از نوع دوکی (Blister-Type) بود و زاویهٔ دید ۳۶۰ درجه داشت. قرار بود 'میراژ ۴۰۰۰' جنگنده‌ای رهگیر و نیز مناسب برای هجوم در ارتفاع پست باشد، و بتواند ۸ تن مهمات جنگی را بر ۱۱ گیره (پایلون) حمل کند. میراژ ۴۰۰۰ به مانند دیگر میراژهایی که بال مثلثی دارند، توپ ۳۰ میلی‌متری جفتی داشت. این جنگنده معادلی برای اف-۱۵ و سوخو-۲۷ بود.
میراژ ۴۰۰۰ به عنوان یک هواپیمای شکاری و وسیلهٔ آزمایش در برنامهٔ جنگنده داسو رافال به کار گرفته شد. در سال ۱۹۸۷ این هواگرد در پاریس دیده شد، و در سال ۱۹۹۵ دوباره به پاریس منتقل شد تا به عنوان یک شیء همیشه نمایشگاهی در محوطه موزه هوا-فضای پاریس جای گیرد.
در اواخر سال ۲۰۰۵ نیروی هوایی هند ظاهراً علاقه‌ای به میراژ ۴۰۰۰ به عنوان جنگندهٔ برتری هوایی جدید هند نشان داد. اگر چه هند اندوخته‌ای از میگ ۲۹ و سوخو ۳۰ دارد و از این اندوخته راضی است، اما هندی‌ها در پی جایگزینی برای این پرنده‌های روسی خود بوده‌اند، زیرا طبق معمول که روس‌ها در پشتیبانی جنگ‌افزار فروخته شده ضعیف عمل می‌کنند هند هم مشکلاتی در تهیهٔ قطعات آن‌ها دارد.

## ویژگی‌ها
- خدمه: یک نفر
- درازا: ۱۸٫۷۰ متر.
- فاصلهٔ میان نوک دو بال: ۱۲ متر.
- بلندا: ۵٫۸۰ متر.
- مساحت بال: ۷۳ متر مربع.
- وزن تهی: ۱۳۰۰۰ کیلوگرم.
- پیشرانش: دو پیشران توربوفن دارای پس سوز از مدل SNECMA M53-2، هر کدام با قدرتی معادل ۹۹۷۹ کیلوگرم.
- سرعت بیشینه: ۲۴۴۵ کیلومتر بر ساعت.
- برد: ۲۰۰۰ کیلومتر.
- سقف پرواز: ۲۰۰۰ متر (۶۶۰۰۰ پا).